# Corey Kispert
Corey James Kispert (Edmonds, Washington; 3 de marzo de 1999) es un jugador de baloncesto estadounidense que pertenece a la plantilla de los Washington Wizards de la NBA. Con 1,98 metros de estatura, juega en la posición de alero.

## Trayectoria deportiva

### Universidad
Jugó cuatro temporadas con los Gonzaga de la Universidad Gonzaga, en la que promedió 11,6 puntos, 4,0 rebotes y 1,4 asistencias por partido, Al término de su temporada júnior fue incluido en el mejor quinteto de la West Coast Conference, promediando 13,9 puntos por partido.
En la que iba a ser su última temporada, lideró a su equipo para conseguir un balance de 31 victorias y una derrota, la sufrida en la Final de la NCAA ante Baylor Bears. Acabó siendo elegido Jugador del Año de la WCC y Premio Julius Erving al mejor alero del país. Fue además incluido en el primer equipo All-American consensuado.

#### Estadísticas
| Año     | Equipo  | PJ  | PT  | MPP  | %TC  | %3P  | %TL  | RPP | APP | ROB | TPP | PPP  |
| ------- | ------- | --- | --- | ---- | ---- | ---- | ---- | --- | --- | --- | --- | ---- |
| 2017–18 | Gonzaga | 35  | 7   | 19.4 | .460 | .351 | .667 | 3.2 | .7  | .3  | .2  | 6.7  |
| 2018–19 | Gonzaga | 37  | 36  | 26.1 | .437 | .374 | .875 | 4.1 | 1.0 | .6  | .5  | 8.0  |
| 2019–20 | Gonzaga | 33  | 33  | 33.0 | .474 | .438 | .810 | 4.0 | 2.1 | .9  | .4  | 13.9 |
| 2020–21 | Gonzaga | 32  | 32  | 31.8 | .529 | .440 | .878 | 5.0 | 1.8 | .9  | .4  | 18.6 |
| Total   | Total   | 137 | 108 | 27.4 | .483 | .408 | .824 | 4.0 | 1.4 | .7  | .4  | 11.6 |

### Profesional
Fue elegido en la decimoquinta posición del Draft de la NBA de 2021 por los Washington Wizards. Debutó en la NBA el 22 de octubre de 2021 ante Indiana Pacers anotando 2 puntos. El 3 de marzo de 2022 ante Los Angeles Lakers anota 21 puntos. El 27 de marzo ante Golden State Warriors alcanza los 25 puntos, con un 6 de 9 en triples, siendo el récord para un novato en la franquicia de Washington.
En octubre de 2024 acuerda una extensión de contrato con los Wizards por cuatro años y $58 millones.

## Estadísticas de su carrera en la NBA

### Temporada regular
| Año     | Equipo     | PJ  | PT  | MPP  | %TC  | %3P  | %TL  | RPP | APP | ROB | TPP | PPP  |
| ------- | ---------- | --- | --- | ---- | ---- | ---- | ---- | --- | --- | --- | --- | ---- |
| 2021-22 | Washington | 77  | 36  | 23.4 | .455 | .350 | .871 | 2.7 | 1.1 | .5  | .3  | 8.2  |
| 2022-23 | Washington | 73  | 44  | 28.5 | .497 | .424 | .851 | 2.8 | 1.2 | .4  | .1  | 11.0 |
| 2023-24 | Washington | 80  | 22  | 25.8 | .486 | .383 | .726 | 2.8 | 2.0 | .5  | .2  | 13.4 |
| 2024-25 | Washington | 61  | 0   | 26.3 | .451 | .364 | .852 | 3.0 | 1.7 | .4  | .2  | 11.6 |
| Total   | Total      | 292 | 103 | 25.9 | .474 | .382 | .805 | 2.8 | 1.5 | .5  | .2  | 11.1 |